# Morannes sur Sarthe-Daumeray
Morannes sur Sarthe-Daumeray est une commune nouvelle française située dans le département de Maine-et-Loire, en région Pays de la Loire. Elle a été créée le 1er janvier 2017,.
Elle est issue du regroupement des trois communes de Chemiré-sur-Sarthe, Daumeray et Morannes qui deviennent communes déléguées. Son chef-lieu est fixé à Morannes.
À noter que Chemiré-sur-Sarthe et Morannes s'étaient déjà réunies en 2016 pour former la commune de Morannes-sur-Sarthe.

## Géographie

### Localisation
Morannes sur Sarthe-Daumeray est à 37 km au nord d'Angers et à 18 km à l'ouest de Sablé-sur-Sarthe.

### Communes limitrophes
| Miré              | Saint-Denis-d'Anjou (Mayenne) | Précigné (Sarthe)         |
| Les Hauts-d'Anjou | Morannes sur Sarthe-Daumeray  | Notre-Dame-du-Pé (Sarthe) |
| Étriché, Tiercé   | Baracé                        | Durtal, Huillé-Lézigné    |

### Hydrographie
La commune est traversée au nord-ouest et bordée à l'ouest par la Sarthe.

### Voies de communication et transports
Il convient de se reporter aux articles consacrés aux anciennes communes fusionnées.

### Climat
Pour des articles plus généraux, voir Climat des Pays de la Loire et Climat de Maine-et-Loire.
En 2010, le climat de la commune est de type climat océanique altéré, selon une étude du CNRS s'appuyant sur une série de données couvrant la période 1971-2000. En 2020, Météo-France publie une typologie des climats de la France métropolitaine dans laquelle la commune est exposée à un climat océanique et est dans la région climatique Moyenne vallée de la Loire, caractérisée par une bonne insolation (1 850 h/an) et un été peu pluvieux.
Pour la période 1971-2000, la température annuelle moyenne est de 11,8 °C, avec une amplitude thermique annuelle de 14,2 °C. Le cumul annuel moyen de précipitations est de 676 mm, avec 11,3 jours de précipitations en janvier et 6,1 jours en juillet. Pour la période 1991-2020, la température moyenne annuelle observée sur la station météorologique de Météo-France la plus proche, sur la commune de Montreuil-sur-Loir à 15 km à vol d'oiseau, est de 12,3 °C et le cumul annuel moyen de précipitations est de 697,3 mm,. Pour l'avenir, les paramètres climatiques de la commune estimés pour 2050 selon différents scénarios d'émission de gaz à effet de serre sont consultables sur un site dédié publié par Météo-France en novembre 2022.

## Urbanisme

### Typologie
Au 1er janvier 2024, Morannes sur Sarthe-Daumeray est catégorisée commune rurale à habitat dispersé, selon la nouvelle grille communale de densité à sept niveaux définie par l'Insee en 2022.
Elle est située hors unité urbaine et hors attraction des villes,.

## Toponymie
Il convient de se reporter aux articles consacrés aux anciennes communes fusionnées.

## Histoire
Il convient de se reporter aux articles consacrés aux anciennes communes fusionnées.

## Politique et administration

### Liste des maires
| Période         | Période                   | Identité           | Étiquette | Qualité                                                                               |
| --------------- | ------------------------- | ------------------ | --------- | ------------------------------------------------------------------------------------- |
| 10 janvier 2017 | mai 2020                  | Gilbert Kahn       | DVD       | Journaliste retraité Vice-président de la communauté de communes Anjou Loir et Sarthe |
| 28 mai 2020     | En cours (au 29 mai 2020) | Jean-Marie Cardoen |           | Vétérinaire - Vice-président de la communauté de communes Anjou Loir et Sarthe        |

### Communes déléguées
| Nom                | Code Insee | Intercommunalité         | Superficie (km2) | Population (dernière pop. légale) | Densité (hab./km2) |
| ------------------ | ---------- | ------------------------ | ---------------- | --------------------------------- | ------------------ |
| Morannes (siège)   | 49220      | CC des Portes-de-l'Anjou | 40,73            | 1 800 (2013)                      | 44                 |
| Chemiré-sur-Sarthe | 49093      | CC des Portes-de-l'Anjou | 6,62             | 260 (2013)                        | 39                 |
| Daumeray           | 49119      | CC Anjou Loir et Sarthe  | 40,53            | 1 532 (2014)                      | 38                 |

### Découpage électoral
La fusion des 3 communes au 1er janvier 2017 n'a pas pour autant modifié le découpage législatif. Ainsi, la commune de Morannes sur Sarthe-Daumeray est découpée en deux circonscriptions. Les territoires des anciennes communes de Morannes et Daumeray sont sur la troisième circonscription, et le territoire de l'ancienne commune de Chemiré-sur-Sarthe est sur la première circonscription.

## Population et société

### Démographie
L'évolution du nombre d'habitants est connue à travers les recensements de la population effectués dans la commune depuis sa création.

En 2022, la commune comptait 3 694 habitants, en évolution de +1,43 % par rapport à 2016 (Maine-et-Loire : +2,12 %, France hors Mayotte : +2,11 %).
| 2015  | 2016  | 2021  | 2022  |
| ----- | ----- | ----- | ----- |
| 3 634 | 3 642 | 3 682 | 3 694 |

## Économie
Il convient de se reporter aux articles consacrés aux anciennes communes fusionnées.

## Culture locale et patrimoine
Il convient de se reporter aux articles consacrés aux anciennes communes fusionnées.